# Hector Gerbaix de Sonnaz
Pour les articles homonymes, voir Gerbais et Gerbaix.
Pour les autres membres de la famille, voir Famille Gerbais de Sonnaz.
Hector Gerbais de Sonnaz (en italien Ettore Gerbaix de Sonnaz), né le 3 juillet 1787 à Thonon et mort le 7 juin 1867 à Turin, est un général, homme politique et sénateur sarde du XIXe siècle. Membre de la branche cadette de la famille noble, d'origine savoyarde, Gerbais de Sonnaz, il porte le titre de comte.

## Biographie

### Origines
Hector Gerbaix de Sonnaz naît le 3 juillet 1787 à Thonon,,. Il est le fils du comte Janus Gerbais de Sonnaz (1736-1814), commandant à compter de 1783 de la Brigade de Savoie, royaliste fidèle qui a combattu contre les troupes françaises lors de l’invasion de la Savoie en 1792, et de Christine de Maréchal,,. De la fratrie de six enfants, on peut retenir quatre frères ayant embrassé une carrière militaire et devenus des personnalités politiques dont Joseph Marie (1780-1861), militaire ; le général Hippolyte (1783-1871), député italien et le général Alphonse (1796-1882), député italien,,.
Il épouse Maria Teresa Gallone, avec qui il a trois fils :
- Joseph (Giuseppe) (1828-1905), homme politique italien, sénateur du royaume d'Italie ;
- Charles-Albert (1839-1920), diplomate, sénateur du royaume d'Italie ;
- Janus (Giano) (1845-....), officier de cavalerie.

Il porte les titres de comte de Sonnaz, baron d'Aranthon, seigneur d'Habère, de St. Romain et Vernaz.

### Sous l'Empire
Hector Gerbais de Sonnaz débute comme volontaire dans le 4e régiment de gardes d'honneur de la Garde impériale le 13 mai 1813. Il reçoit à la Bataille de Dresde le baptême du feu. Il participe aux batailles de Kulm et de Leipzig et prend part à la fameuse charge de Murat, entre Wachau et Gulden-Gossa. Il se battit plus tard sur la Kinzig lors de la bataille de Hanau (28 octobre 1813) sauva la vie à son colonel, M. de Monteil. Cet acte de courage lui valut la croix d'honneur. Il fit ensuite la campagne de 1814. Dès le début, il se distingua par sa belle conduite dans l'Ile d'Allonden, sur le Rhin, qu'il était chargé de défendre avec un faible détachement.
On le voit ensuite à Saint-Dizier, à Brienne, à la Rothière, à Champaubert, à Montmirail, montrant toujours la même bravoure et la même ardeur. Sous les murs de Paris, il fait avec son régiment une charge splendide et reprend la batterie de Charonne qu'avaient perdue les élèves de l'École polytechnique.

### Au Piémont

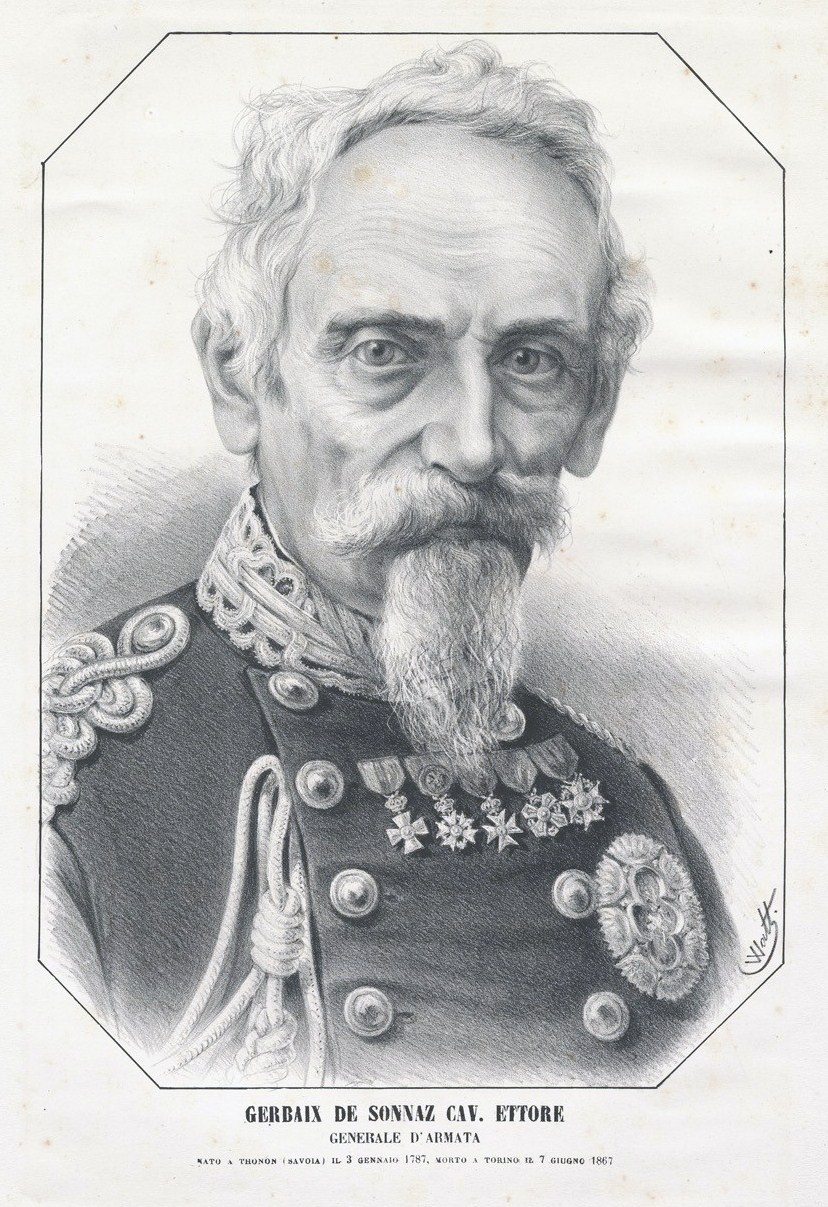
Portait, Watt, album del Diavolo, 1867.

À la chute de l'Empire, il rejoint l'armée sarde et participe à l'éducation du futur Victor-Emmanuel II de Savoie.
Nommé à différents commandements il quitte celui de la division de Gènes pour prendre dans la campagne contre l’Autriche en 1848 le commandement du 2e corps d’armée sarde à la Bataille de Pastrengo et à Custoza. Sa stratégie pendant cette période a fait l'objet de contestation et il demeure une personnalité controversée.
Il est nommé sénateur piémontais le 3 mai 1848,.
Du 16 décembre 1848 au 2 février 1849, il devient ministre de la guerre et de la marine du gouvernement Gioberti,.
Il est nommé Commissaire extraordinaire pour la Savoie le 24 février 1849, pour calmer l’éveil politique local et créer une commission d'enquête sur les besoins du duché.
Il sera envoyé extraordinaire le 24 juin 1862 auprès du tsar Alexandre II pour faire reconnaître Victor-Emmanuel II de Savoie comme roi d'Italie.
Il a sa statue Piazza Arbarello à Turin.

## Carrière
- Armée française
  - sous-lieutenant le 6 septembre 1813.
  - capitaine le 9 août 1814.
- Armée sarde
  - Major le 11 mars 1821.
  - Lieutenant-colonel le 6 octobre 1828.
  - Colonel le 2 mai 1831.
  - Major général le 11 mars 1834.
  - Lieutenant général du 29 décembre 1842 au 5 septembre 1848.
- Office et titre :
  - Gouverneur et commandant général de la Division militaire de Novare du 9 février 1848 au 19 août 1848.
  - Gouverneur et commandant général de la Division militaire de Gènes du 19 août au 5 septembre 1848.

## Décorations
La carrière de diplomate de Hector Gerbais de Sonnaz lui a permis de devenir officier de plusieurs ordres, :
- Grand cordon de l’ordre des Saints-Maurice-et-Lazare le 14 décembre 1847 ;
- Commandeur de l’ordre militaire de Savoie le 12 juin 1856 ;
- Chevalier de l'ordre suprême de la Très Sainte Annonciade ;
- Chevalier de l'ordre national de la Légion d'honneur le 25 novembre 1813 ;
- Chevalier de l’ordre de Sainte-Anne le 5 novembre 1845.

### Fonds
- Roger Devos, Archives de la famille de Gerbais de Sonnaz d'Habères, Annecy, Archives départementales de la Haute-Savoie, 1986, 335 p. (ISBN 2-86074-005-8, lire en ligne) (Sommaire disponible sur le site des AD de la Haute-Savoie).